# Miles Kane
Miles Peter Kane (Birkenhead, 17 de março de 1986) é um músico inglês, mais conhecido como co-frontman da banda The Last Shadow Puppets, e ex-vocalista/guitarrista da banda The Rascals.
Foi também guitarrista da banda The Little Flames, a qual teve pouca repercussão no mercado músical.
Atualmente  Miles está trabalhando em seu álbum solo, ao qual ele diz ter tirado inspiração de bandas como Ramones e The Damned.

## Vida pessoal
Filho único nascido em Birkenhead, Wirral, foi criado próximo à Meols.  Quando criança, antes de aprender a tocar guitarra, Miles tocava saxofone. Atualmente, Miles mora em Los Angeles.
Em 2009, Miles namorou a modelo Agyness Deyn.  Manteve um relacionamento de aproximadamente 1 ano com a modelo Suki Waterhouse, terminando em março de 2013.   Teve um breve relacionamento com a modelo Tinna Bergs em 2015. Atualmente, Miles está namorando a modelo e atriz Hannah Ware. 
Em 2015, Miles foi nomeado um dos 50 homens britânicos mais bem vestidos da GQ.

## The Little Flames
The Little Flames foi uma banda de indie rock a qual em 2004, aos 18 anos Miles Kane se juntou como guitarrista.
A banda passou por um vago sucesso, participando de turnês junto com Arctic Monkeys, The Coral, e The Dead 60s. Apesar de tudo, em 2007 a banda anunciou seu fim alegando divergências musicais.

## The Rascals
Na banda The Rascals Miles foi vocalista e guitarrista. 
Foi formada em 2007, por além de Miles, outros dois membros da antiga The Little Flames, Joe Edwards (baixo), e Greg Mighall (bateria). Seu disco de estréia foi o Rascalize lançado em 2008. A banda era apadrinhada por Arctic Monkeys, com quem eles chegaram a fazer alguns shows, que aproximou Miles de Alex Turner, com quem mais tarde viria a formar outra banda.
Em 2009 Miles anunciou que estava deixando a banda.

## The Last Shadow Puppets
Formada por Miles Kane junto de Alex Turner, a banda teve seu disco de estreia, The Age of the Understatement, lançado em 2008. Nela, Miles é guitarrista e divide os vocais com Alex Turner. E apos 8 anos de espera a banda lança em 1 de abril de 2016 seu segundo álbum intitulado Everything You've Come To Expect. Que contou com parcerias do produtor James Ford, que também controlou a bateria e também do baixista Zach Dawes (Mini Mansions).

## Carreira solo
Em novembro de 2010, Miles Kane lançou seu primeiro single solo "Inhaler". Pouco tempo depois foi anunciado que o disco de Miles, que estava em processo de gravação, contaria com a participação de Noel Gallagher (Oasis) em uma das faixas - chamada My Fantasy.
O single Come Closer foi lançado dia 21 de fevereiro de 2011, e desde então Miles tem feito shows junto com a banda Beady Eye (banda do outro irmão Oasis, Liam Gallagher).
O primeiro disco dele se chama Colour of the trap, e foi lançado dia 9 de maio de 2011.
No dia 29 de maio de 2011, na cidade de São Paulo, Miles Kane fez uma apresentação no Cultura Inglesa Festival. e foi quando ele descobriu que ele era homos